# Weilersbach (Opper-Franken)
Weilersbach is een plaats in de Duitse deelstaat Beieren, en maakt deel uit van het Landkreis Forchheim.
Weilersbach telt 2.043 inwoners.
Dormitz ·
Ebermannstadt ·
Effeltrich ·
Eggolsheim ·
Egloffstein ·
Forchheim ·
Gößweinstein ·
Gräfenberg ·
Hallerndorf ·
Hausen ·
Heroldsbach ·
Hetzles ·
Hiltpoltstein ·
Igensdorf ·
Kirchehrenbach ·
Kleinsendelbach ·
Kunreuth ·
Langensendelbach ·
Leutenbach ·
Neunkirchen a.Brand ·
Obertrubach ·
Pinzberg ·
Poxdorf ·
Pretzfeld ·
Unterleinleiter ·
Weilersbach ·
Weißenohe ·
Wiesenthau ·
Wiesenttal